# (74087) 1998 OS13
(74087) 1998 OS13 – planetoida z pasa głównego asteroid okrążająca Słońce w ciągu 4,37 lat w średniej odległości 2,67 j.a. Odkryta 26 lipca 1998 roku.